# برمل
برمل (به آلمانی: Bermel) یک شهر در آلمان است که در ماین-کبلنتس واقع شده‌است. برمل ۳۷۹ نفر جمعیت دارد.